# Lac Tioga
Pour les articles homonymes, voir Tioga.
Le lac Tioga (en anglais : Tioga Lake) est un lac américain du comté de Mono, en Californie. Il est situé à 2 938 mètres d'altitude dans la forêt nationale d'Inyo.